# 1017 Jacqueline
Az 1017 Jacqueline (ideiglenes jelöléssel 1924 QL) a Naprendszer kisbolygóövében található aszteroida. Benyiamin Zsehovszkij fedezte fel 1924. február 4-én, Algírban.